# Suzie McConnell-Serio
Suzanne Theresa „Suzie” McConnell, po mężu Serio (ur. 29 lipca 1966 w Pittsburghu) – amerykańska koszykarka występująca na pozycji rozgrywającej, mistrzyni świata, olimpijska oraz uniwersjady, od zakończenia kariery zawodniczej trenerka koszykarska, aktualnie trenerka drużyny akademickiej z Pittsburgha.
Jest liderką NCAA w liczbie asyst (1307) uzyskanych podczas całej kariery akademickiej, pojedynczego sezonu (355) oraz w średniej asyst (11,8) z pojedynczego sezonu.

## Osiągnięcia
Na podstawie, o ile nie zaznaczono inaczej.

### NCAA
- Uczestniczka rozgrywek:
  - Sweet 16 turnieju NCAA (1985, 1986)
  - II rundy turnieju NCAA (1985–1988)
- Mistrzyni:
  - turnieju konferencji Atlantic 10 (1985, 1986)
  - sezonu regularnego konferencji Atlantic 10 (1985, 1986)
- Most Outstanding Player (MOP=MVP) turnieju Atlantic 10 (1985)
- Laureatka Frances Pomeroy Naismith Award (1988)
- Wybrana do:
  - I składu:
  - All-American (1988 przez WBCA)
  - Atlantic 10 (1985–1988)
  - turnieju Atlantic 10 (1985, 1986, 1988)
- Liderka NCAA w asystach (1986, 1987)

### WNBA
- Laureatka nagród:
  - Kim Perrot Sportsmanship Award (1998, 2000)
  - WNBA Newcomer of the Year Award (1998)
- Zaliczona do I składu WNBA (1998)

### Inne indywidualne
- Wybrana do: 
  - Żeńskiej Galerii Sław Koszykówki (2008)[3]
  - USA Today All-Time Women's Basketball Team
  - Sports Illustrated's Top 50 Pennsylvania Athletes of the Century
  - Galerii Sław Sportu Zachodniej Pensylwanii (2001)
- Laureatka nagrody Dapper Dan Sportswoman of the Year (1999)

### Reprezentacja
- Mistrzyni:
  - świata (1986)
  - olimpijska (1988)
  - uniwersjady (1991)
  - pucharu R. Williama Jonesa (1985)
- Brązowa medalistka olimpijska (1992)

### Trenerskie
Drużynowe
- Mistrzyni:
  - uniwersjady (2011)
  - Pennsylvania Interscholastic Athletic Association (PIAA – 1993, 2001, 2003)
  - dystryktu 7 WPIAL (1999, 2000, 2001, 2002)
- Wicemistrzyni PIAA (2000, 2002)

Indywidualne
- Trenerka Roku WNBA (2004)